# Cathédrale de Matera
La cathédrale de Matera, de son nom complet cathédrale Notre-Dame-la-Brune-et-Saint-Eustache (en italien : cattedrale della Madonna della Bruna e di Sant'Eustachio) est le principal édifice religieux de la ville de Matera dans la Basilicate en Italie. Elle est l'église mère de l'archidiocèse de Matera-Irsina.
Sa construction s'est déroulée entre 1230 et 1270, avec des pierres extraites des carrières voisines de Vaglia.
Elle a gardé son style roman apulien originel. Elle mélange ainsi les influences normande, lombarde et un peu orientale. L'intérieur a été remanié aux XVIe et XVIIe siècles, avec un apport baroque.
L'intérieur possède trois nefs avec une structure en croix latine. Des chapelles latérales possèdent quelques œuvres intéressantes comme Le Jugement Dernier, une fresque médiévale ou encore la statue de la Madonne della Bruna, sainte patronne de la ville. On trouve également de belles figurines polychromes dans une crèche en pierre.

Extérieur
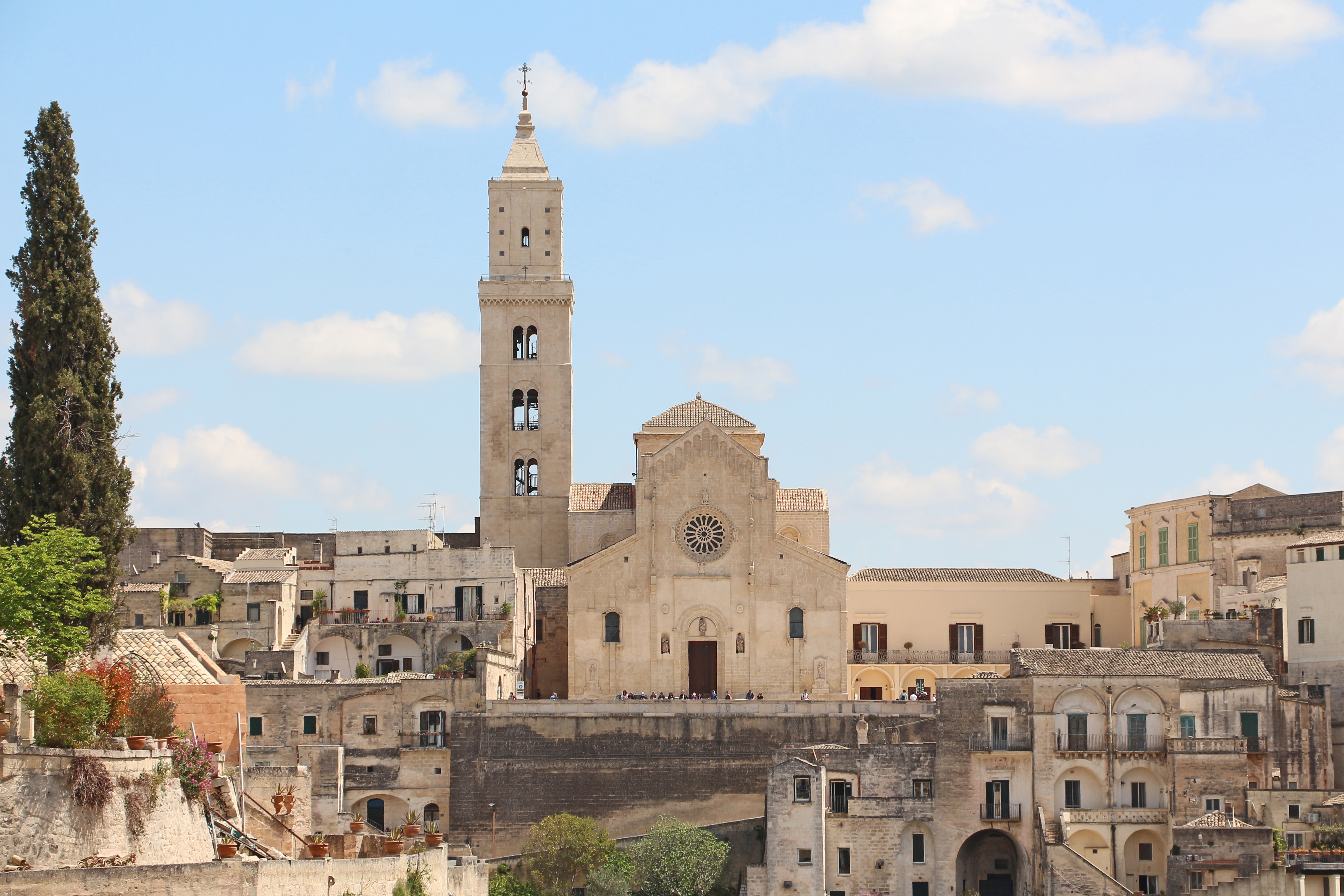
Vue de la cathédrale et de son quartier.
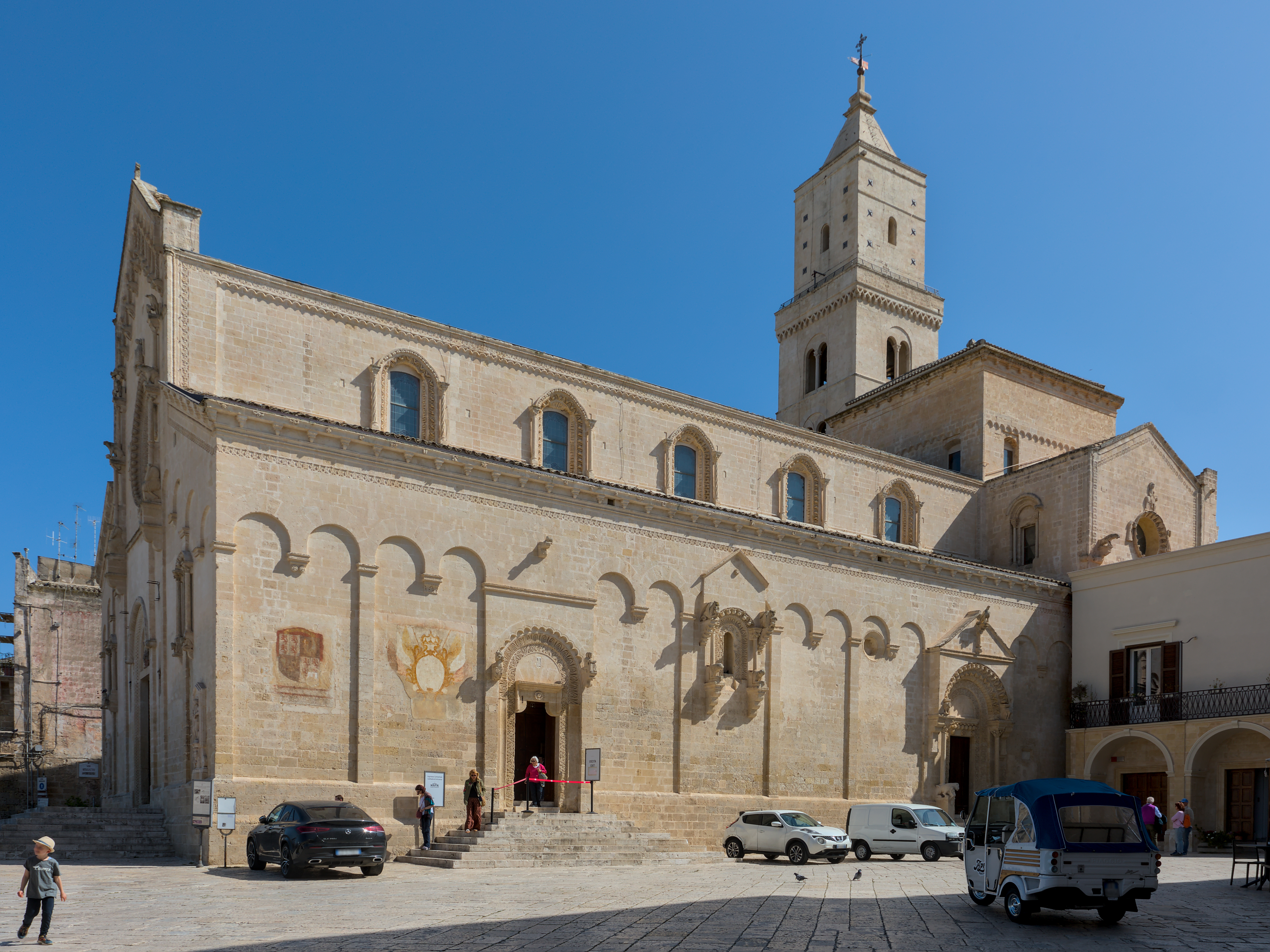
L'ensemble.
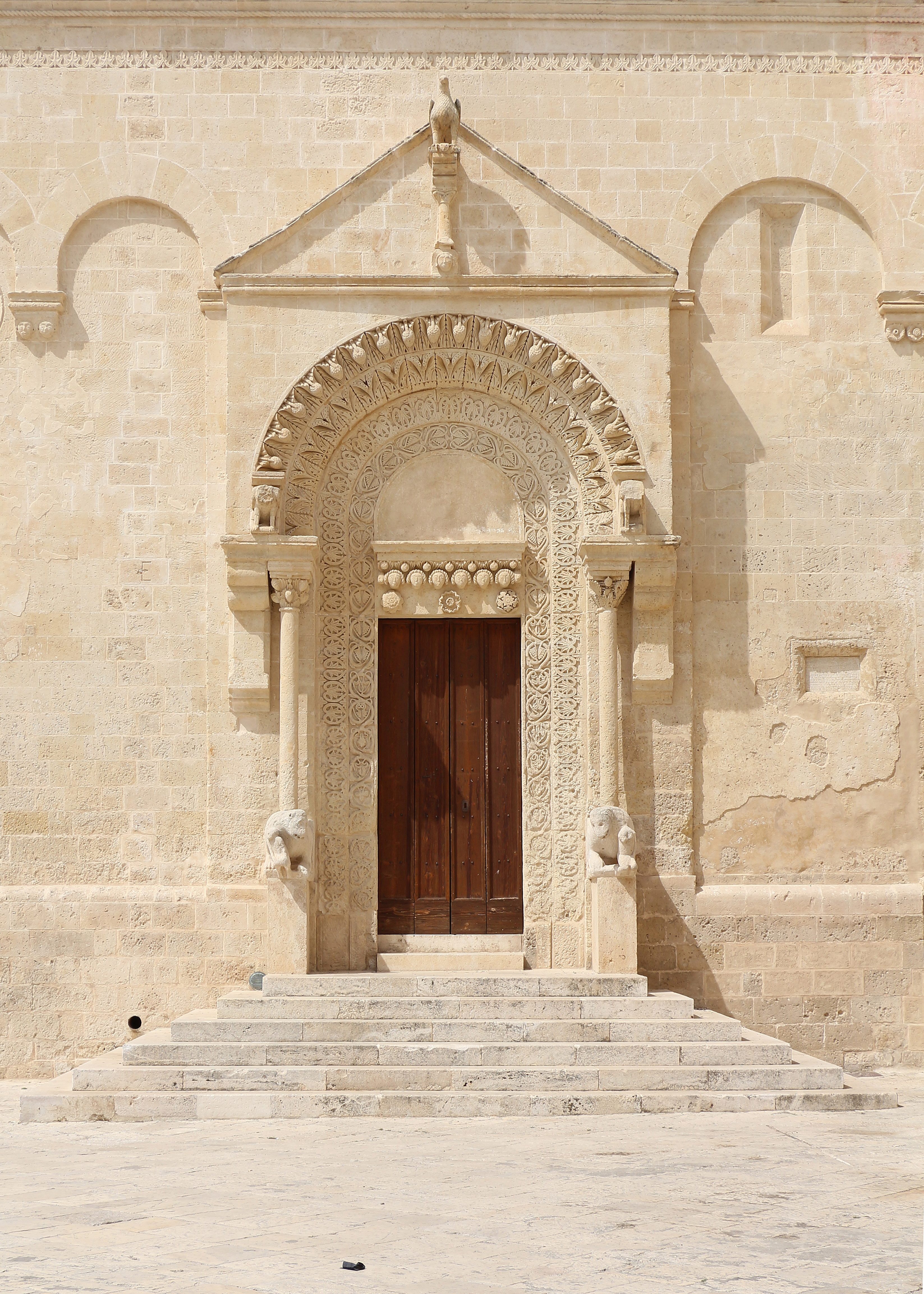
Le portail.
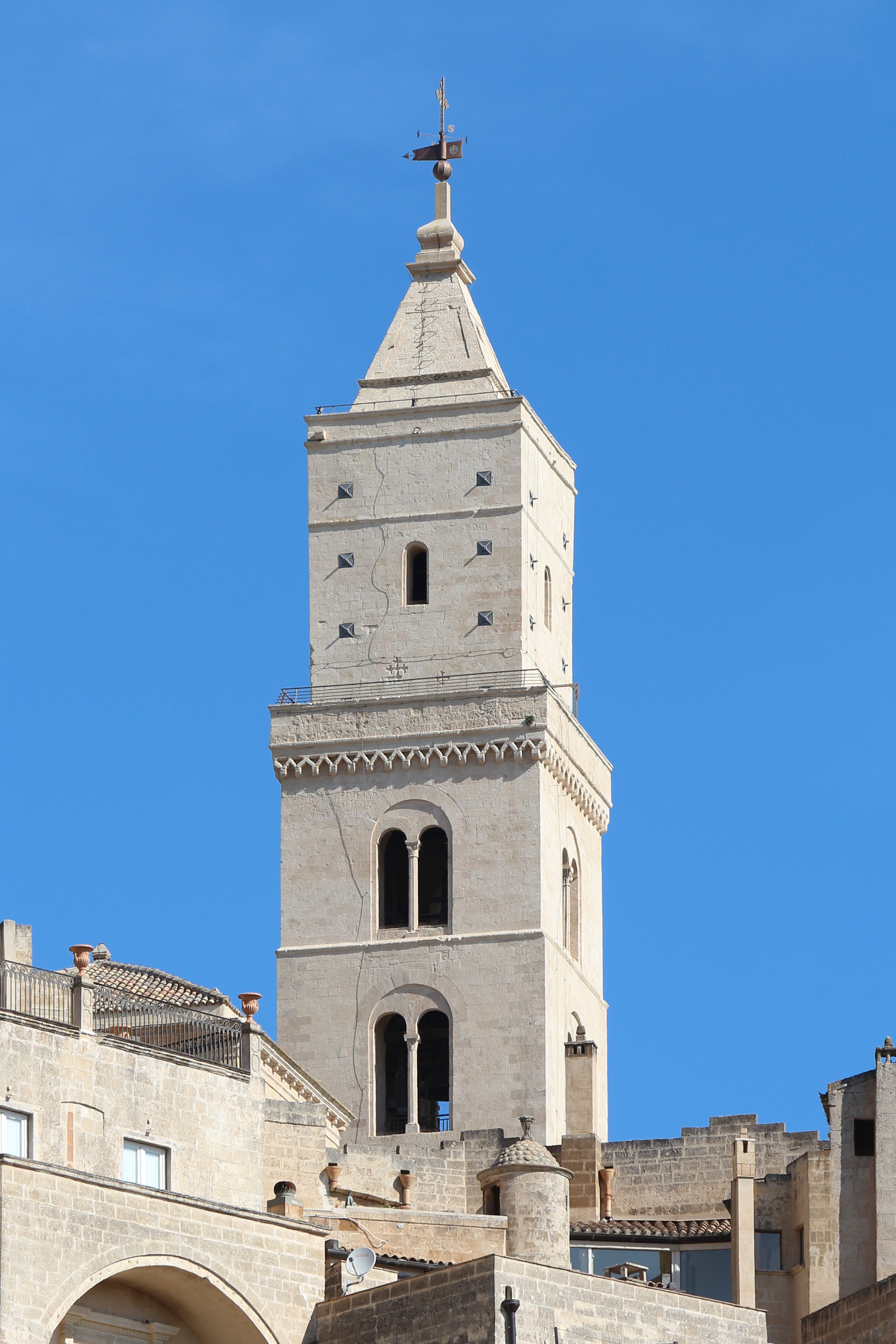
Le clocher.
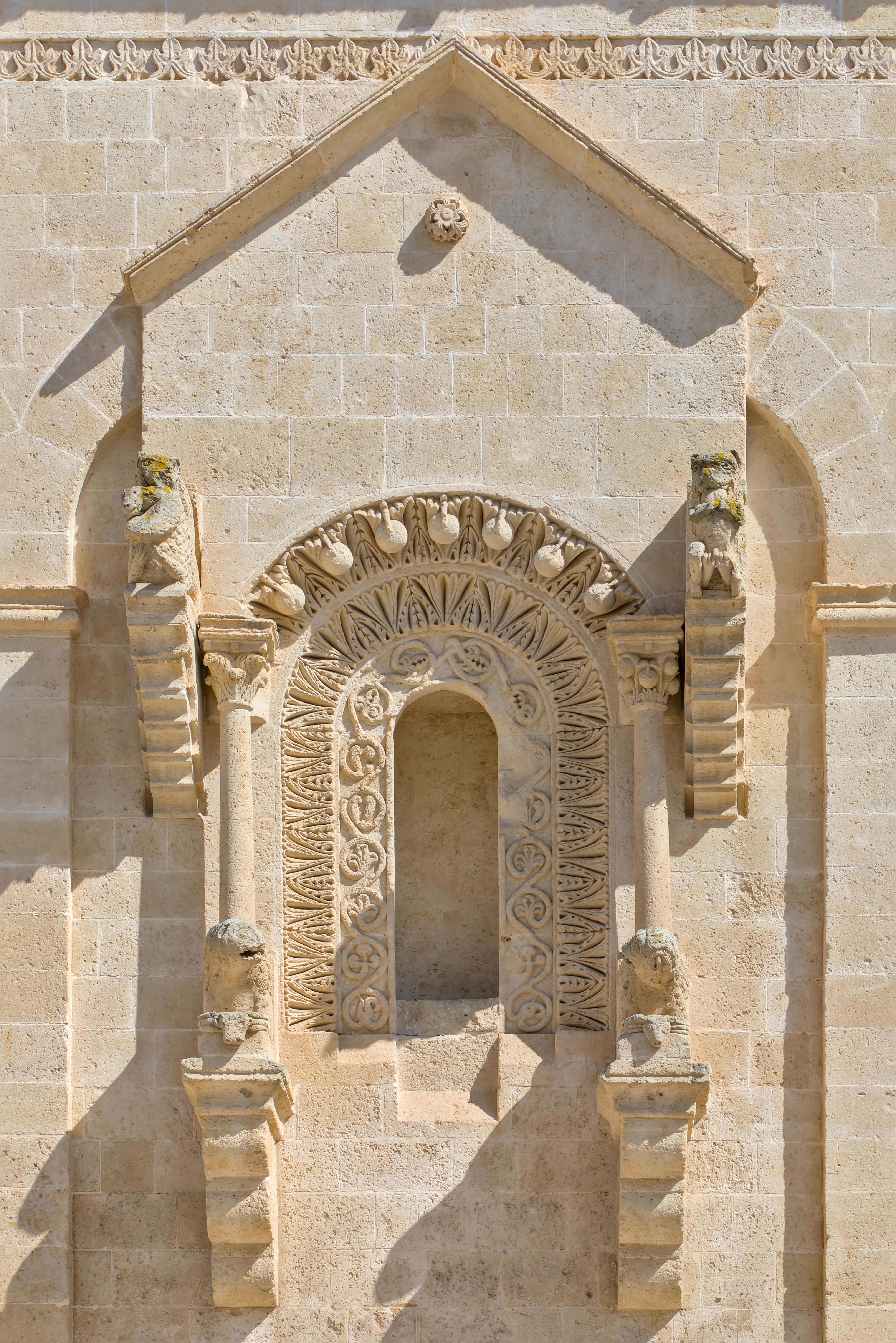
Fenêtre sur le côté sud.
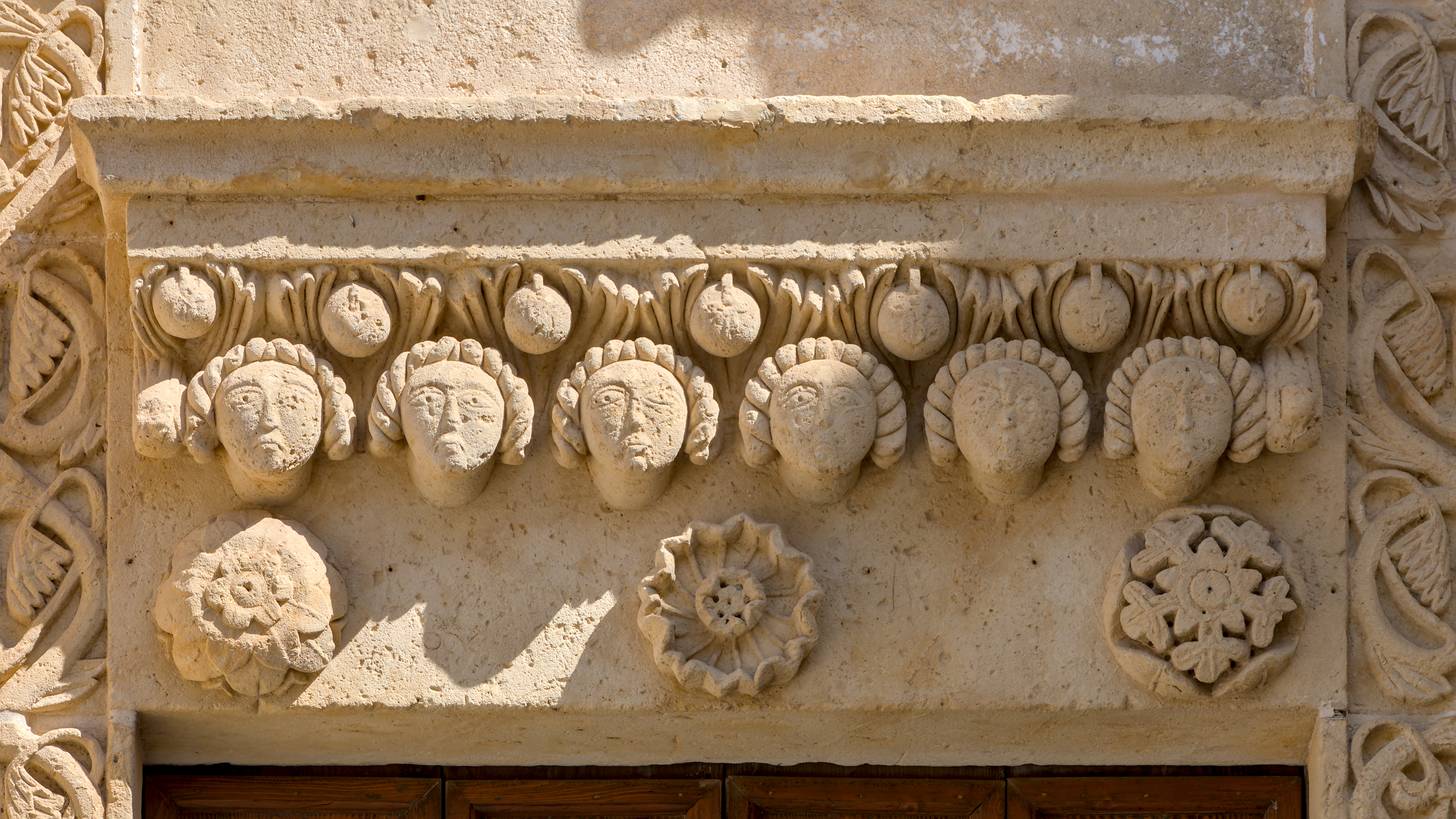
Linteau de la porte des Lions.

Intérieur
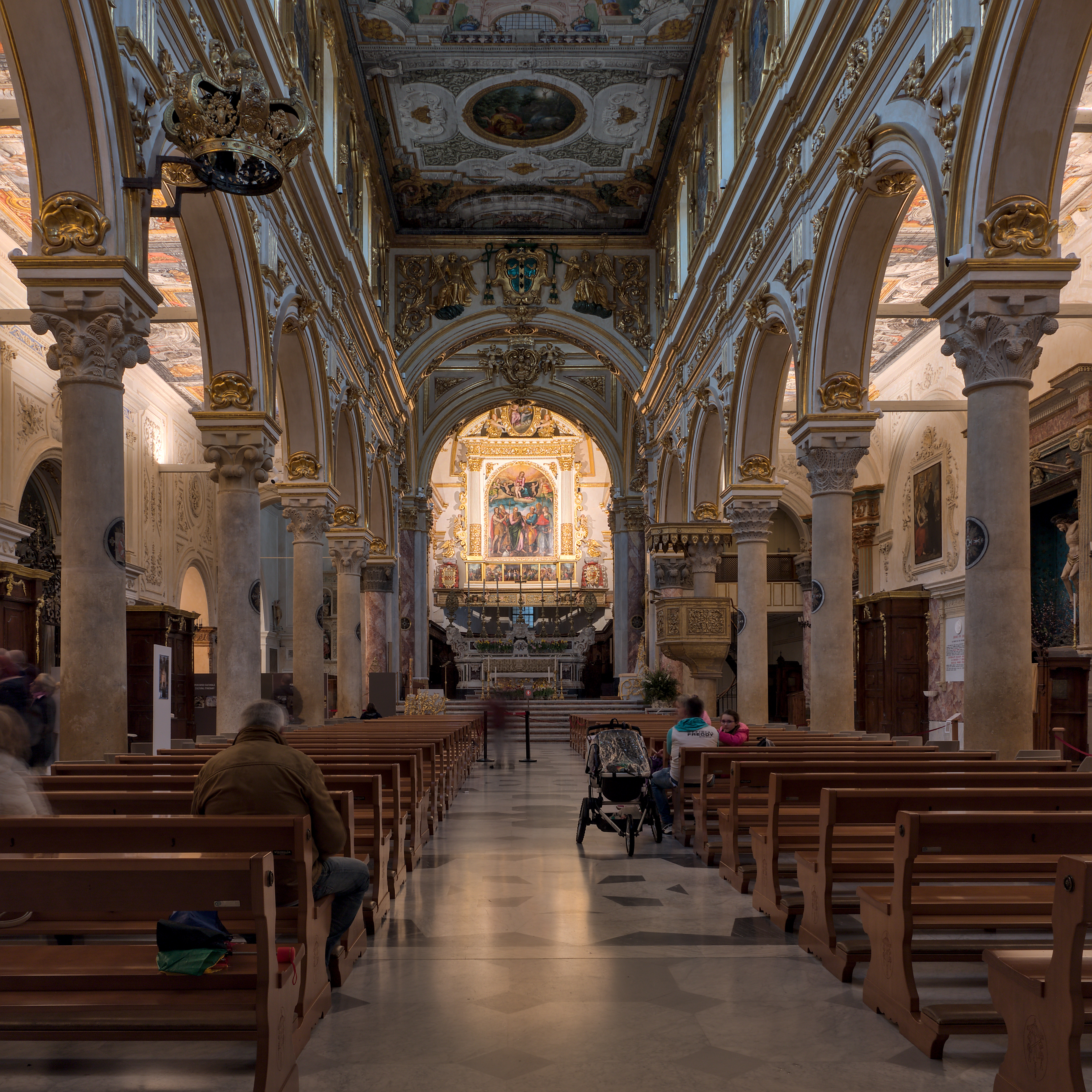
La nef.
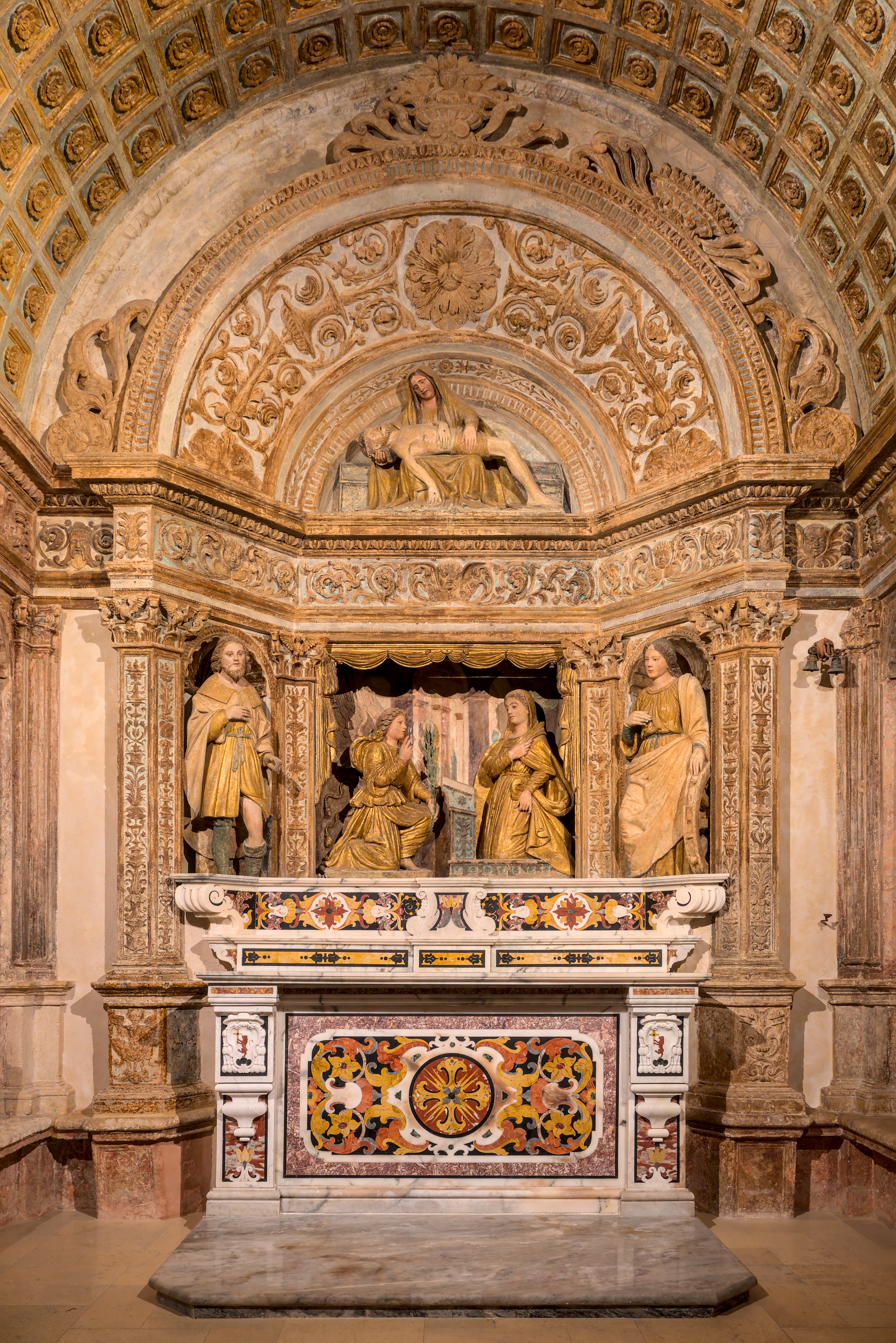
La chapelle de l'Annonciation.
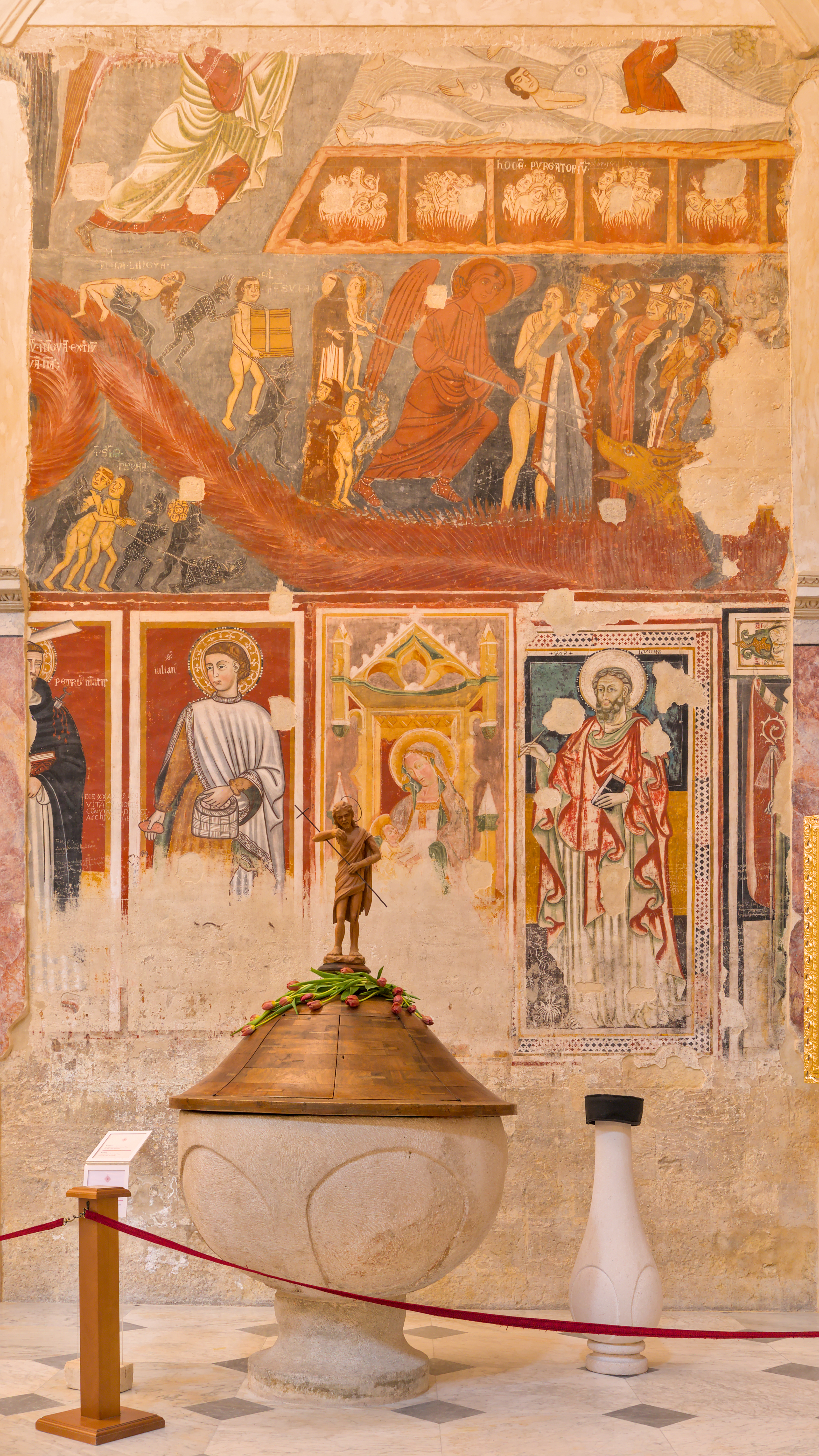
Fonts baptismaux et fresques des 14e et 15e siècles, dont une représentant le Jugement Dernier.
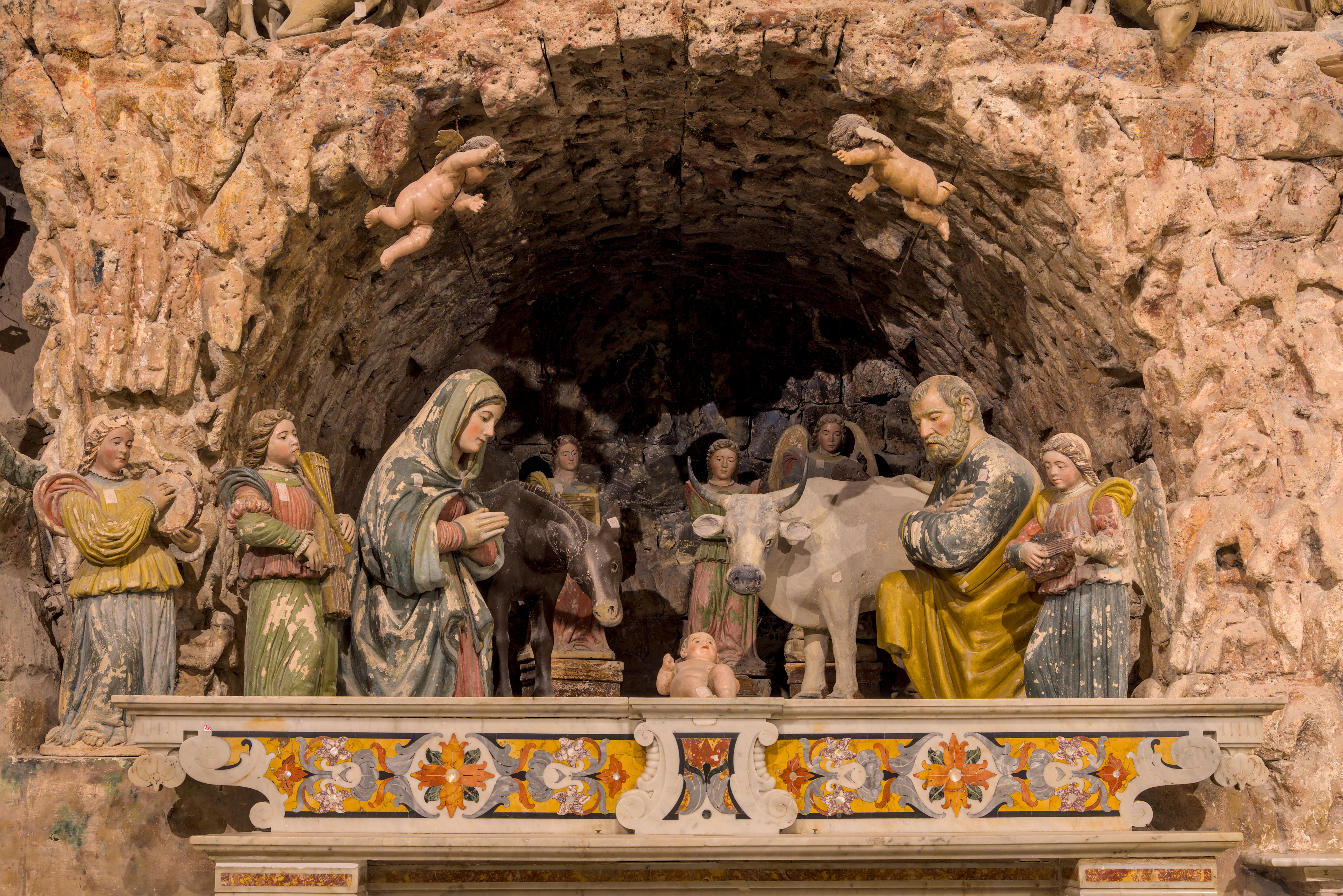
La crèche en pierre.
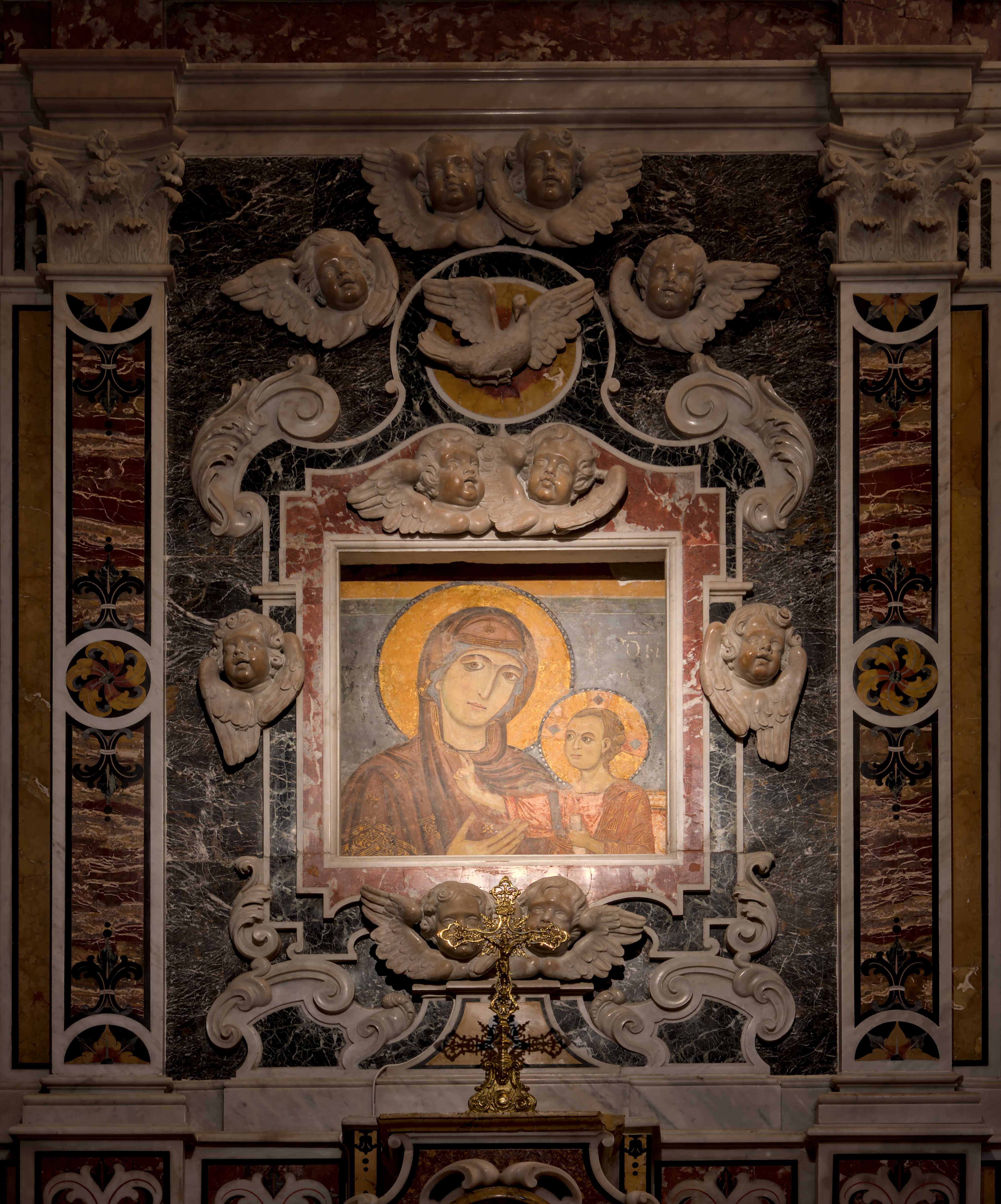
La Madonne della Bruna